# Olindina (kommun)
Olindina är en kommun i Brasilien.   Den ligger i delstaten Bahia, i den östra delen av landet, 1 100 km öster om huvudstaden Brasília. Antalet invånare är 24 943.
Följande samhällen finns i Olindina:
- Olindina

Omgivningarna runt Olindina är huvudsakligen savann. Runt Olindina är det ganska glesbefolkat, med 43 invånare per kvadratkilometer.